# Caso absolutivo
El absolutivo es un caso gramatical característico de las lenguas ergativas, que sirve para marcar tanto el sujeto de los verbos intransitivos como el objeto de los verbos transitivos. Contrasta con el caso ergativo, que marca el sujeto de los verbos transitivos.

## Ejemplos
Por ejemplo, en euskera el sustantivo mutil ("muchacho") toma la desinencia absolutiva singular -a como sujeto de la oración intransitiva:
mutila etorri da ('el muchacho ha venido')
Por el contrario, como objeto de la oración transitiva, el sujeto lleva la terminación ergativa singular -ak:
Irakasleak mutila ikusi du ('el maestro ha visto al muchacho')
No hay que confundir este caso con el absolutivo plural, que también se expresa por -ak:
mutilak etorri dira ('los muchachos han venido)
No obstante, es muy común no entender por qué 'el muchacho' o 'el maestro' no son un sujeto prototípico en euskera y eso se debe a la traducción, ya que sí lo son en español. Si tomamos la sintaxis del euskera y traducimos la cláusula reformulada con la del español perdemos el significado original. La traducción literal sería 'en cuanto al muchacho, ha venido / en cuanto al maestro, ha visto al muchacho'.

## Otros usos
En náhuatl se ha usado tradicionalmente el término "absolutivo" para la forma absolutiva no poseída del nombre. Esta forma absolutiva no tiene nada que ver con la ergatividad, sino con la oposición poseído/no-poseído de los nombres. En náhuatl la forma base del sufijo de absolutivo es -tl (existiendo como alomorfos condicionados -tli, -itl y -li).
Por extensión las marcas de otras lenguas utoaztecas derivadas del proto-utoazteca *-ta se llaman absolutivos, aunque en algunas lenguas este sufijo sea realmente marca de caso acusativo y deriva de un absolutivo original cuya función es difícil de precisar.
- Datos: Q332734